# Pomellato
Pomellato is een Italiaans juweliershuis. Het merk werd in 1967 opgericht door Pino Rabolini in Milaan en behoort momenteel qua verkoop tot de top vijf van Europese juweliers. In 2013 werd het merk onderdeel van het luxe conglomeraat Kering.

## Geschiedenis
Pomellato begon zijn activiteiten in 1967 en introduceerde het concept van prêt-à-porter-sieraden, het idee dat sieraden niet alleen een statussymbool zijn, maar ook een accessoire dat op elk moment van de dag kan worden gedragen en net als kleding kan worden gewisseld. In de jaren negentig legde Pomellato zich vooral toe op het gebruik van "gekleurde stenen". Het bedrijf heeft ook zijn sporen verdiend in het produceren van kettingen.
In 2007 vierde Pomellato zijn 40ste verjaardag, waarbij het bedrijf zijn debuut maakte in de luxe, exclusieve sieradenmarkt met de lancering van de Pom Pom-collectie: 40 stuks verkocht op afspraak in New York, Parijs, Milaan en Monte Carlo.
In oktober 2009 werd Andrea Morante de nieuwe Chief Executive Officer van de Groep en minderheidsaandeelhouder van RA.MO, de holdingmaatschappij van de familie Rabolini, die de merken Pomellato en Dodo controleert.
In juli 2013 werd Pomellato overgenomen door Kering.
Sabina Belli werd in december 2015 benoemd tot de CEO van de Pomellato-groep.
Pomellato heeft wereldwijd meer dan dertig eigen boetieks. Daarnaast wordt het merk verkocht bij luxe juweliers.

## Dodo
In 1995 lanceerde Pomellato een tweede merk, Dodo. De naam Dodo werd gekozen als een uitgestorven soort en illustreert de noodzaak om de natuur te beschermen.

## Trivia
De naam Pomellato is ontleend aan de afbeelding van een klein paardenhoofd dat te zien was op het bedrijfskeurmerk dat in het atelier wordt gebruikt.